# Torre di Soriasco
La Torre di Soriasco è una torre medievale sita nel centro dell'omonima frazione del comune di Santa Maria della Versa, in provincia di Pavia. Posta su di un piccolo rilievo, poco al di sopra di Santa Maria, domina la conca della val Versa.

## Storia
Soriasco venne munito già nell'XI secolo di una "fortezza", che era un borgo murato, con cinta muraria, un castello e una torre. Il castello, controllato dal comune di Pavia, venne assediato e distrutto dalle truppe piacentine, alleate con quelle milanesi di fazione guelfa, nel maggio 1216 e non venne più ricostruito. La torre principale fu costruita nel XII secolo e restaurata nel 1412..

## Struttura
Anticamente vi era una vasta cinta di mura rinforzate da ben dodici torri. Il castello, che costituiva il punto forte dell'apprestamento, è andato completamente distrutto. In buone condizioni è la torre costruita in pietra locale, ha pianta quadrata e si sviluppa in altezza per circa venti metri. Dotata di piccole aperture, poco sotto la sommità corre un fregio in cotto, ed è coperta da un tetto a quattro falde. Più a monte sul lato occidentale del borgo, sorge un'altra torre più piccola: è l'unico elemento superstite, con poco residuo di mura, delle dodici che erano poste a rinforzo della cerchia di muraria..